# 恋する日本語
『恋する日本語』（こいするにほんご）は、小山薫堂著のオムニバス形式の小説、及びこれを原案とするテレビドラマである。

## 小説
恋する日本語をキーワードとする35の短編からなる物語である。単行本は2005年に幻冬舎より、文庫本は2009年に幻冬舎文庫より刊行された。

## テレビドラマ
小山の原作をもととするNHK制作のテレビドラマである。2010年8月18日 22:55 - 23:25（JST）に『NHK番組たまご』の一環としてパイロット版が放送された。2011年1月からレギュラー放送が開始されることとなり、先行して1月14日（1月13日深夜）にNHK総合テレビにてパイロット版を再放送した。レギュラー放送の平均視聴率は2.0%であった。
レギュラー放送でのテーマ曲は「花あそび」（Anan Ryoko）、エンディング曲は「春の雪」（Anan Ryoko）であった。

### 放送時間
- 毎週金曜日（木曜日深夜）0:15 - 0:45（JST）
2011年2月5日にパイロット版からレギュラー放送第3話までを再放送した。第4話以降は土曜日17:30 - 18:00及び火曜日（月曜日深夜）の午前2時台後半に再放送された。

### キャスト
- マダム - 余貴美子
アンティークショップ（作中では『古言葉屋』）「ことのは」のオーナー。
- アキラ - 窪田正孝
大作家・大原小也の書生。レギュラー版からの登場。

### きょうの恋する和菓子
劇中でマダムからゲストヒロインに出される恋する日本語をイメージした和菓子である。和菓子製作は水上力によるものである。

### 放映リスト
| 話数              | 放送日                                | サブタイトル     | 脚本       | ゲストヒロイン              | 今週の言葉                                                                                         |
| ----------------- | ------------------------------------- | ---------------- | ---------- | --------------------------- | -------------------------------------------------------------------------------------------------- |
| （NHK番組たまご） | 2010年8月18日 （2011年1月14日再放送） | 失恋のナミダ     | 村上桃子   | 北乃きい                    | （あえか、涵養（かんよう）、洒洒落落（しゃしゃらくらく）、恋水（こいみず）、忘れ種（わすれぐさ）） |
| 第1話             | 2011年1月21日                         | 新たな出会いに   | 村上桃子   | 谷村美月                    | 偶さか（#1、たまさか）、垂り雪（#2、しずりゆき）、転た（#3、うたた）、夕轟（#4、ゆうとどろき）     |
| 第2話             | 2011年1月28日                         | いい男の条件     | 村上桃子   | 佐藤江梨子                  | 喃喃（#5、のうのう）、気宇（#6、きう）、玉響（#7、たまゆら）、相生（#8、あいおい）                 |
| 第3話             | 2011年2月4日                          | 三角関係の恋     | ひかわかよ | 剛力彩芽 水沢奈子           | 刹那（#9、せつな）、揺蕩う（#10、たゆたう）、時雨心地（#11、しぐれごこち）、番い（#12、つがい）    |
| 第4話             | 2011年2月11日                         | オトナの告白     | ひかわかよ | 栗山千明                    | 泥む（#13、なずむ）、僥倖（#14、ぎょうこう）、那由多（#15）、紐帯（#16）                           |
| 第5話             | 2011年2月18日                         | 嫉妬のおんなへん | 村上桃子   | 片瀬那奈                    | 焔（#17）、一曲（#18、ひとくねり）、心掟（#19、こころおきて）、如意（#20）                         |
| 第6話             | 2011年2月25日                         | 恋の病           | ひかわかよ | 紺野まひる 松本春姫（娘役） | 阿伽陀（#21）、恋風（#22）、遠近（おちこち、#23）                                                  |
| 第7話             | 2011年3月4日                          | 浮気の研究       | 村上桃子   | 酒井若菜                    | 赤心（#24）、浹洽（#25、しょうこう）、客愁（#26、かくしゅう）、帰趨（#27）                         |
| 最終話            | 2011年3月11日                         | 別れの言葉       | 村上桃子   | 中越典子                    | 終夜（#28、よすがら）、邂逅（#29、かいこう）、滝枕（#30、たきまくら）                              |

### スタッフ
- 原作 - 小山薫堂「恋する日本語」（幻冬舎刊）
- 脚本 - 村上桃子、ひかわかよ
- 演出 - 小林和宏
- 製作統括 - 宮坂佳代子、中山ケイ子
- 写真撮影 - 渋谷健太郎
- 取材協力 - 幻冬舎、小学館日本国語大辞典編集部 ほか
- 制作著作 - NHK、FCC

## CD
『小山薫堂Presents 恋する日本語 イメージアルバム』
- 原作：小山薫堂
- 音楽：溝口肇
- 朗読：吉瀬美智子
- 発売元：徳間ジャパンコミュニケーションズ
- 発売日：2013年5月8日発売